# Peter Ahrweiler
Peter Ahrweiler (* 6. Januar 1915 in Krefeld; † 3. September 2004 in Hamburg) war ein deutscher Schauspieler und Theaterdirektor. 

## Leben
Nach dem Krieg begann Ahrweiler als Kabarettist, übernahm 1953 die Leitung des kleinen Privattheaters Kleine Komödie in Hamburg und blieb damit eine feste Größe in der Hamburger Theaterlandschaft. Auftritte in Film (u. a. 1956 in Der Hauptmann von Köpenick mit Heinz Rühmann, 1956 in Drei Birken auf der Heide oder 1980 in Udo Lindenbergs Panische Zeiten) und Fernsehen machten ihn auch einem bundesweiten Publikum bekannt. 1994 musste er seine nicht subventionierte Bühne schließen und spielte danach einige Jahre am Schleswig-Holsteinischen Landestheater. Seinen wohl letzten Fernsehauftritt hatte er 1996 in einer Episode von Evelyn Hamanns Adelheid und ihre Mörder.
Er starb am 3. September 2004 nach langer schwerer Krankheit. Seine letzte Ruhestätte fand er auf dem Friedhof Ohlsdorf in Hamburg.

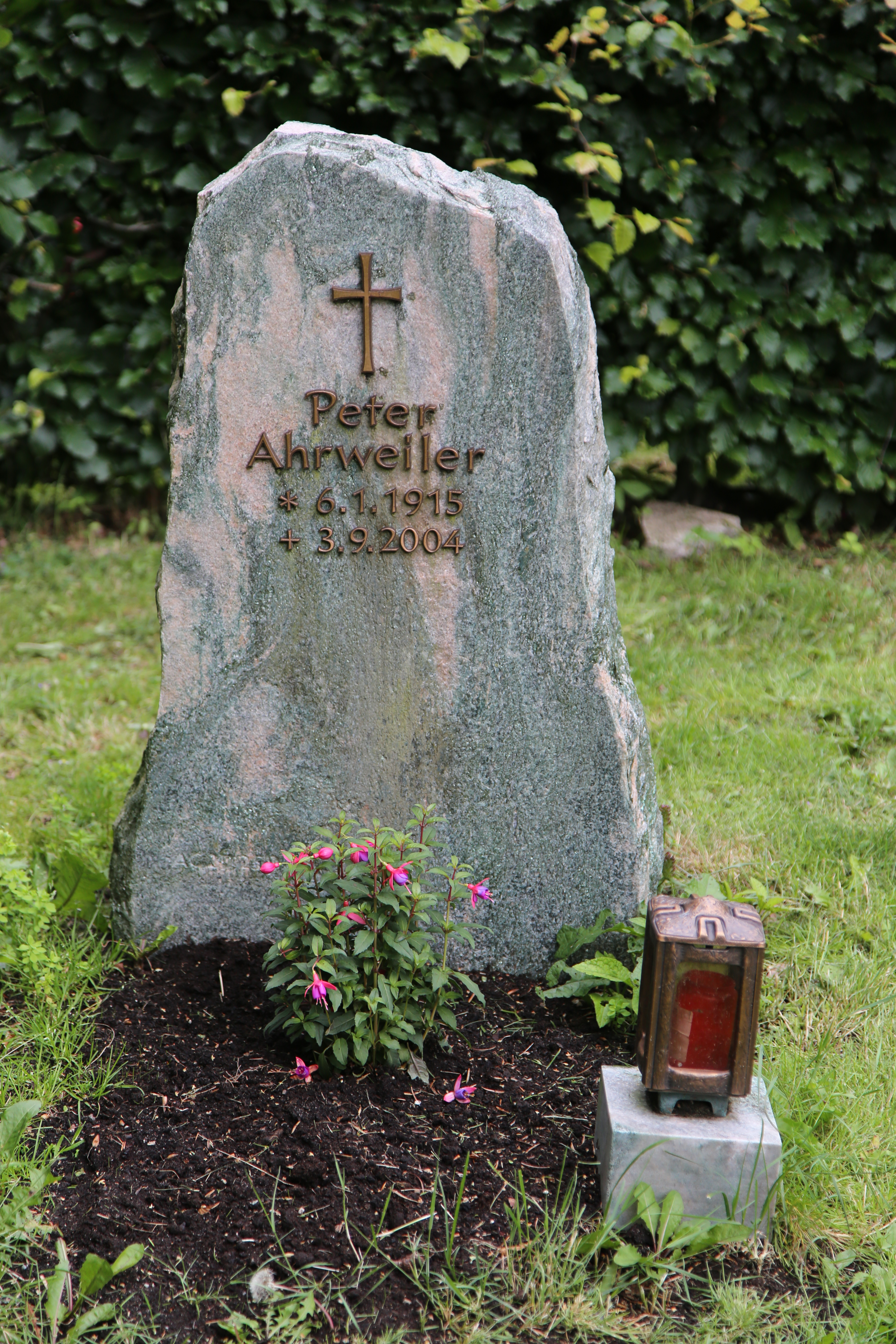
Grabstein von Peter Ahrweiler auf dem Friedhof Ohlsdorf

## Filmografie (Auswahl)
- 1951: Der Verlorene
- 1956: Skandal um Dr. Vlimmen
- 1956: Drei Birken auf der Heide
- 1956: Der Hauptmann von Köpenick
- 1957: Die Panne
- 1962: Stahlnetz: In jeder Stadt …
- 1971: Das Freudenhaus
- 1973: Dem Täter auf der Spur: Stellwerk 3
- 1980: Panische Zeiten
- 1996: Adelheid und ihre Mörder: Die letzte Tasse